# Шэйн, Тамара
Тамара Шэйн (Шейн, Шеина; Тамара Вениаминовна Никулина, урождённая Олькеницкая, в замужестве (1932) — Тамирова; англ. Tamara Shayne; 1902—1983) — американская актриса русского происхождения.

## Биография
Родилась 25 ноября 1902 года в Перми в семье антрепренёра Вениамина Ивановича Никулина, в которой было одиннадцать детей. Сестра актёра Константина Шэйна, беллетристов Льва Никулина и Юрия Никулина. Младшая сестра Галина Вениаминовна Олькеницкая (8 мая 1907 — 4 февраля 1989) была замужем за философом Г. Е. Глезерманом.
Первые роли сыграла в странах Европы. В 1927 году вместе с будущим мужем Акимом Тамировым, с которым вместе играла в труппе Баилова, эмигрировали в США. Одну из первых ролей в американском кино сыграла в знаменитом фильме «Ниночка» (1939).
Умерла от сердечного приступа 23 октября 1983 года в Лос-Анджелесе.

## Семья
Муж (с 1932) — актёр Аким Тамирофф, племянник — актёр Валентин Никулин. Сын двоюродной сестры Евы Олькеницкой — режиссёр Владимир Шредель.

## Фильмография
- 1961 — Романов и Джульетта / Romanoff and Juliet — Евдокия Романова
- 1956 — Анастасия / Anastasia — Зения
- 1955 — Мистер Аркадин / Mr. Arkadin — женщина в апартаментах
- 1951 — Я могу вам это достать по оптовой цене / I Can Get It for You Wholesale — миссис Купер
- 1949 — Чёрная магия / Black Magic — Мария Бальзамо
- 1949 — Красный Дунай / Red Danube — Елена Нейгард
- 1949 — Джолсон снова поёт / Jolson sings again — Мома Йелсон
- 1949 — Воровское шоссе / Thieves' Highway — Партина Джаркос
- 1948 — Идти преступным путём / Walk a Crooked Mile — миссис Экко
- 1948 — Змеиная яма / The Snake Pit — житель камеры № 33
- 1947 — Северо-западная застава / Northwest Outpost — Ольга, служанка Натальи
- 1947 — Это произошло в Бруклине / It Happened in Brooklyn — миссис Кардос
- 1946 — История Джолсона / The Jolson Story — миссис Елсон
- 1944 — Песнь о России / Song of Russia — Орлова
- 1943 — Миссия в Москву / Mission to Moscow — русская няня
- 1942 — Где-нибудь я найду тебя / Somewhere I’ll Find You — Мама Луговская
- 1939 — Ниночка / Ninotchka — Анна, московская соседка по комнате
- 1935 — Скандалы Джорджа Уайта 1935 года / George White’s 1935 Scandals — русская девушка
- 1934 — Капитан ненавидит море / The Captain Hates the Sea — жена генерала